# Tenseur de Weyl
En géométrie riemannienne, le tenseur de Weyl représente la partie du tenseur de Riemann ne possédant pas de trace.
L'éponyme, du tenseur est Hermann Weyl qui l'a introduit en 1918,.

## Formule principale
En notant respectivement Rabcd, Rab, R et gab le tenseur de Riemann, le tenseur de Ricci, la courbure scalaire et le tenseur métrique, le tenseur de Weyl Cabcd s'écrit
{\displaystyle C_{abcd}=R_{abcd}-{\frac {1}{n-2}}\left(R_{ac}g_{bd}-R_{ad}g_{bc}+R_{bd}g_{ac}-R_{bc}g_{ad}\right)+{\frac {1}{(n-1)(n-2)}}\left(g_{ac}g_{bd}-g_{ad}g_{bc}\right)R},
où n est la dimension de l'espace considéré.
En particulier, en relativité générale, où l'on considère presque exclusivement des espaces-temps de dimension 4, on a :
{\displaystyle C_{abcd}=R_{abcd}-{\frac {1}{2}}\left(R_{ac}g_{bd}-R_{ad}g_{bc}+R_{bd}g_{ac}-R_{bc}g_{ad}\right)+{\frac {1}{6}}\left(g_{ac}g_{bd}-g_{ad}g_{bc}\right)R}.

## Interprétation physique
En relativité générale, le tenseur de Ricci est lié à la présence de matière ; en l'absence de matière, le tenseur de Ricci est nul. Par conséquent, le tenseur de Weyl s'identifie au tenseur de Riemann. Cette propriété donne toute son importance au tenseur de Weyl : sa structure donne la totalité de la structure du champ gravitationnel dans les régions vides de matière. Par exemple, une région de l'espace traversée par une onde gravitationnelle a un tenseur de Weyl non nul.

## Propriétés
Le tenseur de Weyl est un tenseur :
- d'ordre 4[6],[7] ;
- ayant les mêmes symétries[7],[8] et antisymétries[7],[8] que le tenseur de Riemann ;
- sans trace[7],[8] et représentant la partie sans trace du tenseur de Riemann[9].

### Composantes indépendantes
Le nombre de composantes indépendantes du tenseur de Riemann est {\displaystyle (n+1)n^{2}(n-1)/12}, celui du tenseur de Ricci est {\displaystyle n(n+1)/2} (en incluant sa trace, correspondant à la courbure scalaire, et pour n supérieur à 2). Ainsi, le nombre {\displaystyle N(n)} de composantes indépendantes du tenseur de Weyl, pour une variété de dimension n strictement supérieur à 2, de :
{\displaystyle N(n)={\frac {1}{12}}\;n\left(n+1\right)\left(n+2\right)\left(n-3\right),\quad (n\geq {3})}.
N est nul à une ou deux dimensions. En particulier, le tenseur de Weyl est nul dans un espace à 3 dimensions. Dans un espace(-temps) à 4 dimensions, il possède 10 composantes indépendantes.

### Symétries
Le tenseur de Weyl possède les mêmes symétries que celui de Riemann :
{\displaystyle C_{abcd}=-C_{abdc}=-C_{bacd}=C_{cdab}},
{\displaystyle C_{abcd}+C_{adbc}+C_{acdb}=0}.
Cependant, il possède, par rapport à celui de Riemann, une symétrie additionnelle :
{\displaystyle C^{a}{_{bad}}=0}.

### Transformation conforme
Un calcul direct montre que si l'on fait subir au tenseur métrique une transformation conforme (c'est-à-dire qu'à partir d'une fonction Ω on définit un nouveau tenseur sous la forme {\displaystyle {\hat {g}}_{ab}=\Omega ^{2}g_{ab}}), le tenseur de Weyl associé reste invariant. Comme le tenseur de Weyl est nul dans l'espace de Minkowski, le tenseur de Weyl doit être nul dans un espace conformément plat (c'est-à-dire dont la métrique est proportionnelle à celle de Minkowski en tout point). On peut montrer que la réciproque est vraie pour n supérieur à 3 : il suffit que le tenseur de Weyl soit nul pour que l'espace soit conformément plat. Dans un espace à trois dimensions, où le tenseur de Weyl est nul par définition, la platitude conforme est équivalente à l'annulation d'un autre tenseur, appelé tenseur de Cotton-York (ou tenseur de Cotton).

## Classification
Un grand nombre de solutions connues des équations de la relativité générale correspondent à des espaces dépourvus de matière. Il est donc particulièrement utile de classer ces différentes solutions. L'une de ces classifications exploite une analogie avec les vecteurs propres des espaces vectoriels usuels, appliqué aux tenseurs d'ordre 4. Cette classification s'appelle la classification de Petrov. Dans un contexte légèrement différent, les espaces-temps quadridimensionnels sont commodément étudiés dans le cadre du formalisme de Newman-Penrose, qui consiste essentiellement à choisir un système de coordonnées adapté et dont les vecteurs de base jouissent de certaines propriétés. Dans ce cadre-là, les dix composantes indépendantes du tenseur de Weyl sont réduites à la donnée de cinq nombres complexes appelés scalaires de Weyl, auxquels il est possible de donner une interprétation physique intuitive (alors que la nature exacte de la solution apparaît souvent peu claire par la simple considération du tenseur métrique).